# Batu Binumbun
Batu Binumbun is een bestuurslaag in het regentschap Tapanuli Utara van de provincie Noord-Sumatra, Indonesië. Batu Binumbun telt 687 inwoners (volkstelling 2010).